# Anoura caudifer
Anoura caudifer — вид родини листконосові (Phyllostomidae), ссавець ряду лиликоподібні (Vespertilioniformes, seu Chiroptera).

## Середовище проживання
Країни поширення: Аргентина, Болівія, Бразилія, Колумбія, Еквадор, Французька Гвіана, Гаяна, Перу, Суринам, Венесуела. У тропічній області вони зустрічаються у великих колоніях, але вони рідкісні на півдні.

## Звички
Вони дуже важливі запилювачі.

## Загрози та охорона
Немає серйозних загроз по всьому ареалу.